# Yulia Nachálova
Yulia Víktorovna Nachálova —en ruso: Ю́лия Ви́кторовна Нача́лова— (Vorónezh, 31 de enero de 1981-Moscú, 16 de marzo de 2019) fue una cantante y actriz rusa.

## Biografía

### Primeros años y carrera
Nachálova nació en Vorónezh, óblast de Vorónezh, en el seno de una familia de músicos. Su padre era cantante y compositor. A los dos años empezó a interesarse por la música y a los cinco empezaría a entrenar sus cuerdas vocales.
En 1991 participó en el reality show Utrenniaya zvezda dando así el primer paso para su carrera musical hasta convertirse en un hit internacional. Cuatro años después participaría en el festival Big Apple de 1995 celebrado en Nueva York, donde compartió escenario con artistas de renombre como Diana Ross, Sheryl Crow y Christina Aguilera.

### Vida personal
Desde 2001 a 2004 estuvo casada con el compositor Dmitriy Lanskoy. En 2006 volvería a contraer matrimonio hasta 2011 con Yevgueni Aldonin, con el cual tuvo una hija. Nachálova vivió con el jugador profesional de hockey Alexander Frolov entre 2011 y 2016.

### Salud y fallecimiento
El 27 de julio de 2017 empezó a encontrarse indispuesta mientras volaba hacia Los Ángeles desde Moscú. Una vez en territorio estadounidense fue trasladada de urgencia a un hospital en donde le diagnosticaron problemas renales. Al cabo de unas semanas recibió el alta médica y regresó a su país de origen.
Dos años después, el 8 de marzo de 2019 volvería a ser ingresada en el hospital de Moscú a causa de un aumento del nivel de glucosa en la sangre. Finalmente fallecería el día 16 del mismo mes por un edema cerebral.

## Discografía
- (1995) Aj, shkola, shkola
- (2005) Muzyka liubví
- (2006) Davái pogovorim o liubví
- (2006) Raznie pesni o glávnom
- (2008) Luchschiye pesni. Pesni Yuli i Víktora Nachálovij

## Filmografía
- (2001) Guerói yeio romana
- (2004) Bomba dlia nevesty
- (2005) Los tres mosqueteros